# دومينيكو تيديسكو
دومينيكو تيديسكو (بالألمانية والإيطالية: Domenico Tedesco) هو مدرب كرة قدم ألماني إيطالي (من مواليد 12 سبتمبر 1982)، يُدرب حالياً منتخب بلجيكا لكرة القدم، منذ فبراير عام 2023.

## وصلات خارجية
- دومينيكو تيديسكو على موقع قاعدة بيانات كرة القدم.إي يو (الإنجليزية)
- دومينيكو تيديسكو على موقع بيانات كرة القدم. دي إي (الألمانية)
- دومينيكو تيديسكو على موقع Soccerway.com (الإنجليزية)
- دومينيكو تيديسكو على موقع عالم كرة القدم.نت (الإنجليزية)